# Furipterus horrens
Furipterus horrens (en: Thumbless bat) är en däggdjursart som först beskrevs av F. Cuvier 1828.  Furipterus horrens är ensam i släktet Furipterus som ingår i familjen tumlösa fladdermöss. IUCN kategoriserar arten globalt som livskraftig. Inga underarter finns listade i Catalogue of Life.
Denna fladdermus når en kroppslängd (huvud och bål) av 33 till 40 mm och en svanslängd av 24 till 36 mm. Den väger cirka 3 gram. Pälsen har en gråbrun till mörkgrå färg, ibland med blå skugga. Arten är inte helt tumlös men tummen finns bara rudimentärt och den är gömd i flygmembranen. Nosen påminner lite om grisens nos.
Furipterus horrens förekommer i norra Sydamerika öster om Anderna. Utbredningsområdet sträcker sig från kontinentens norra spets till Peru samt centrala och östra Brasilien. Arten finns även i Centralamerika fram till Costa Rica. Habitatet varierar men är oftast fuktigt.
Individerna vilar i bland annat trädens kronor och bildar där stora kolonier med cirka 60 medlemmar. Det finns även blandade flockar med arten Mimon bennettii som tillhör bladnäsorna. Även grottor används som viloplats och där kan kolonin ha 150 medlemmar. Födan utgörs främst av fjärilar. Denna fladdermus vilar som flera andra fladdermöss med huvudet nedåt men ungdjur som håller sig fast i moderns päls har huvudet oftast uppåt.